# Bewijs uit het ongerijmde
Een bewijs uit het ongerijmde, Latijn reductio ad absurdum, herleiding tot het absurde, soms ook indirect bewijs genoemd, is een bewijsmethode in de logica en de wiskunde. Een bewijs uit het ongerijmde wordt vaak gebruikt om te bewijzen dat er geen getallen of andere objecten met een bepaalde eigenschap bestaan en wordt bijvoorbeeld toegepast wanneer een direct bewijs niet mogelijk is. De geldigheid van de methode berust op de wet van de uitgesloten derde, dat is het axioma dat een stelling alleen waar of onwaar kan zijn. De werkwijze is als volgt: men neemt aan dat de stelling niet waar is en laat zien dat die aanname tot een tegenspraak of een onware bewering leidt. Dit is in de klassieke logica voldoende om te bewijzen dat de stelling waar is, maar in de intuïtionistische of constructieve logica wordt het niet als een sluitend bewijs gezien. In die logica moeten zowel de wet van de uitgesloten derde als het ex falso sequitur quod libet ofwel worden afgeleid ofwel als voorwaarden in het bewijs worden betrokken.
Een speciaal geval van een bewijs uit het ongerijmde is een bewijs door contrapositie. 

## Voorbeelden
- het bewijs dat wortel 2 irrationaal is
- het bewijs dat het getal e irrationaal is
- het diagonaalbewijs van Cantor
- het bewijs dat het stopprobleem of halting problem niet beslisbaar is
- het bewijs dat er oneindig veel priemgetallen zijn
- het clootcransbewijs van Simon Stevin
- Andrew Wiles' bewijs voor de laatste stelling van Fermat